# Pleurocybella porrigens
Pleurocybella porrigens (Pers.) Singer, 1947 è un fungo lignicolo appartenente alla famiglia Marasmiaceae con carpofori bianchissimi, pleurotoidi, quasi sempre astipitati, relativamente piccoli e con imenio a lamelle. Il genere Pleurocybella è stato a lungo considerato monotipo per la presenza della sola specie P. porrigens, un fungo largamente diffuso in tutte le foreste dell'emisfero settentrionale. Del tutto recentemente [2], però, si è aggiunta a questo genere un'altra specie, P.ohiae, che cresce sulla corteccia di una mirtacea presente nelle montagne hawaiane.
P. porrigens cresce spontanea, spesso in gruppo, su ceppaie di conifere in decomposizione fruttificando dalla fine dell'estate all'autunno in zone prevalentemente montuose. È stato a lungo considerato un fungo edibile [3,4] fino a quando, all'improvviso e in maniera del tutto imprevista, è stato coinvolto in alcuni episodi di encefalopatia acuta una decina di anni fa in Giappone solo in soggetti con problemi renali [5-7] . In questo Paese il fungo è stato tradizionalmente consumato e largamente utilizzato per il suo particolare aroma (odore gradevole di mandorla dolce) che ne faceva un ricercato ingrediente di molti piatti tra cui la zuppa di miso e la tempura. Va ricordato che lo stesso fungo era anche consumato dagli abitanti francesi delle montagne dei Vosgi e del Giura, tanto da esser presente fino a qualche anno fa [8] nei mercati dei vari dipartimenti nei cui territori si trovano tali monti, e dalle popolazioni che vivono nelle foreste americane che si estendono a Nord Ovest del Pacifico.
Del tutto recentemente, anche P. porrigens come altre specie fungine è stata oggetto di studio per valutarne il potere nutraceutico.

## Etimologia
Specie : dal latino porrigo= porgere,sta ad indicare un fungo "che si estende in avanti, che sporge orizzontalmente."

## Descrizione della specie

### Cappello
Liscio, sessile, a forma di lingua o orecchietta, di colore bianco candido intenso, poco carnoso e fragile, con margine gibboso-lobato nei soggetti a maturità avanzata; il diametro può misurare 2,5–10 cm. 

### Lamelle
Molto fitte, strette, forcate, decorrenti, di colore da biancastro a crema.

### Gambo
Quasi inesistente, assente, laterale.

### Caratteri microscopici
Spore
Bianche, subglobose; 6-7 x 5-6 µm.

## Distribuzione e habitat
È presente nelle regioni montuose temperate del Nord America, del Giappone e dell'Europa. Molto diffuso nei Paesi scandinavi e nel Nord-Est (Haute-Vosges, Jura) della Francia. In Italia la sua presenza, in generale considerata rara, è stata segnalata per la prima volta in Toscana, dapprima (1990) in Abetone su ceppaia di Abies alba dal micologo A. Gennari e qualche anno dopo (1996) a Campolino, Abetone, dai micologi Antonini D. e M. Successivamente il fungo è stato segnalato in Trentino (1997, rispettivamente dal micologo Cervini M. a Strigno-Val Malene e dal micologo Macchi G. a Pieve Tesino) e in Piemonte (in Valsessera, nel comune di Trivero, dai micologi Zorio P. e Tizzoni R., 1998; in Valle Maira, Borgata Soglio di Celle Magra, dai micologi Manavella G. e I.,1999). Dal 2000, le segnalazioni si fanno sempre più frequenti interessando altre regioni :  prima l'Abruzzo (in provincia dell'Aquila, località sorgente Sant'Angelo, Villetta Barrea, ad opera del micologo Consiglio G., 2003) seguono poi il Veneto, in provincia di Belluno (a Danta di Cadore ad opera del micologo Padovan nel 2005, e del micologo Lorenzon L. nel 2008-2013; quest'ultimo lo trova anche a Padola nel 2012 e a Lozzo di Cadore nel 2013),  di nuovo il Trentino, in provincia di Trento (in località Lozen-Lago di Calaita, Valle del Vanoi ad opera del micologo P.E. Ceccon nel 2011; a Bellamonte, San Martino di Castrozza e nel comune di Canal San Bovo, nel 2013, ancora ad opera del micologo Lorenzon L.) e, inoltre, il Lazio (2013), sui monti Lucretili ad opera del micologo Berna C. I più recenti ritrovamenti (2014) sono stati in Lombardia, in provincia di Bergamo (San Pellegrino Terme, ad opera della micologa Zanella E. e in Val Brembana dal micologo Schirinzi G.) e in Alto Adige (a Versciaco e sul Monte Elmo  grazie al micologo Ion R.). In tutti i casi sopra riportati, ad eccezione del ritrovamento laziale in cui l'essenza su cui il fungo è stato trovato era una Quercus sp., verosimilmente Q. pubescens e il periodo del ritrovamento, l'inizio della primavera, la P. porrigens è stata trovata sempre su abete rosso in decomposizione all'inizio dell'autunno.
In Europa si trova su tronchi e ceppaie di conifere (Picea abies, Abies alba), in decomposizione; in particolare, cresce saprofita su rami ben umidi, parzialmente interrati, coperti di muschio, sola o più frequentemente cespitosa o in gruppo, durante il periodo autunnale.

## Commestibilità
P. porrigens  è stato considerato a lungo dai consumatori nordamericani e giapponesi un fungo appetibile, eccellente, al punto da poterlo ritenere un'accettabile alternativa ai galletti (C. cibarius) in una cena a base di funghi. In Italia, invece, è considerato non commestibile per la carne troppo tenace [9] o non appetibile per il sapore di ago di abete. Per la verità è stato considerato un fungo edibile, e sicuro anche per la relativa facilità d'identificazione, fino a quando non è stato coinvolto in 3 documentati episodi di encefalopatia convulsiva in 9 delle 47 prefetture del Giappone [10-13]  con il coinvolgimento di 59 persone, tutte affette da problemi renali. Prima di queste non c'erano mai state segnalazioni di avvelenamento da P. porrigens.

### Le intossicazioni in Giappone
- Nell'autunno (fine settembre-metà ottobre) del 2004 [10,11,14-19], si verifica un primo episodio che ha interessato numerosi soggetti, molti dei quali settantenni (range 48-93 anni), che hanno manifestato una sindrome encefalopatica acuta associata al consumo di P. porrigens. Dalle indagini epidemiologiche è emerso che la maggior parte dei pazienti colpiti era affetta da insufficienza renale cronica, e per questo molti di essi era in trattamento dialitico, e tutti avevano consumato la P.porrigens prima della comparsa dei sintomi neurologici. In nessun caso sono stati segnalati i sintomi intestinali, comuni nell'intossicazione alimentare (vomito o diarrea). I sintomi iniziali, riscontrati 2-3 settimane dopo il consumo del fungo, in quantità e frequenza variabili, sono stati, infatti, disartria, marcata debolezza alle gambe, accompagnata da movimenti involontari tipo tremori, mioclono e difficoltà nella deambulazione. Alcuni giorni dopo (7-11), i pazienti più gravi presentavano importanti disturbi della coscienza (fino ad arrivare al coma), persistenti in alcuni casi più di un mese, e convulsioni resistenti ai trattamenti per evolvere poi verso uno stato di male convulsivo. Alcuni pazienti hanno richiesto l'intubazione endotracheale e la ventilazione meccanica per deficit respiratorio. Il segno di Babinski, l'atassia,  la paresi/paralisi e le parestesie sono state riscontrate nel complesso in maniera assai occasionale. L'esame del liquido cefalorachidiano ha mostrato un'elevata concentrazione proteica senza pleiocitosi. La TC e la RMN, normali nei primi giorni, hanno evidenziato in sesta giornata notevoli lesioni nella corteccia cerebrale. L'esame elettroencefalografico evidenziava scariche periodiche sincronizzate e punte-onde.  La morte è sopravvenuta in 18 soggetti all'interno di un quadro clinico di difficoltà respiratoria dopo 13-29 giorni dall'inizio delle convulsioni. La completa guarigione, intesa come ritorno alle condizioni preesistenti l'intossicazione, si è avuta solo nel 40% dei casi; in particolare, tutti quei pazienti che al momento del ricovero presentavano insufficienza renale senza ricorso al trattamento dialitico si sono quasi completamente ripresi dopo circa 1 mese. Questo risultato ha fatto ritenere [11] il grado di insufficienza renale un elemento chiave per la prognosi di questo tipo di encefalopatia.
- Nel 2007 è stato portato all'attenzione dei medici del dipartimento di neurologia del Kitamurayama Public Hospital di Higashine-shi [12] ,Giappone, un caso di encefalopatia acuta, associato al consumo di P. porrigens, in una donna, affetta da nefropatia diabetica. La paziente di 71 anni consumava abitualmente il fungo ad ogni autunno dall'età di 30 anni. Alcuni giorni prima del ricovero ne aveva consumato in grande quantità. Due giorni prima del ricovero manifestava disartria e andatura barcollante. All'ingresso presentava disartria, moderata emiparesi destra con interessamento del volto senza problemi sensoriali superficiali, difficoltà nella deglutizione e nella protrusione della lingua, segno di Babinski presente bilateralmente. TC e RNM confermavano la diagnosi clinica di encefalopatia; il giorno dopo la paziente entrava in coma e manifestava tetraplegia. Dopo 44 giorni la paziente è stata dimessa senza sequele.
- Nel 2008 si è verificato un caso, ad esito fatale, di encefalopatia acuta con convulsioni generalizzate e coma in un soggetto di 65 anni dopo l'ingestione di P. porrigens [13] . Diversamente dal precedente caso, questo paziente era affetto da insufficienza renale cronica sottoposto a dialisi per 3 mesi prima dell'intossicazione. L'esame istologico del cervello ha rivelato la presenza di estese aree necrotiche di tipo postinfartuali nel putamen e aree necrotiche multiple, irregolari nella parte profonda della corteccia cerebrale e cerebellare.

Conclusioni: i risultati delle indagini istologiche effettuate sul tessuto cerebrale di tutti i pazienti colpiti dall'encefalopatia deceduti hanno evidenziato un quadro di demielinizzazione; ciò significa che la/le sostanza/e tossica/che potenzialmente presenti nel fungo hanno danneggiato gli oligodendrociti che come noto costituiscono la guaina mielinica nel cervello.

### I potenziali agenti dell'intossicazione
Le intossicazioni sopra riportate hanno sollevato forti dubbi sulla sicurezza alimentare del fungo; in particolare, quando è stato accertato che tutti i soggetti intossicati lo avevano consumato, il fungo è stato indicato come una possibile causa. Tuttavia, il fatto di essere consumato da lunghissima data e di trattarsi di specie non coltivata ma esclusivamente raccolta e consumata da raccoglitori/consumatori abituali portava a negare il suo coinvolgimento nelle intossicazioni.  Dal punto di vista micologico, l'anno 2004 è stato caratterizzato in Giappone da un'estate assai calda seguita da un autunno sin dall'inizio fortemente piovoso, come conseguenza dei numerosi tifoni che si sono abbattuti sull'arcipelago,  condizioni che hanno favorito la massiccia fioritura e raccolta di P. porrigens. Il fungo di quel periodo, oltreché per l'abbondante diffusione, viene ricordato anche per le eccezionali dimensioni, con esemplari grandi tanto quanto il palmo di una mano. Di conseguenza, il consumo di questa specie è stato non solo assai diffuso ma verosimilmente abbondante. Pertanto, è stato ipotizzato [20] che le intossicazioni potessero essere legate a livelli delle potenziali sostanze tossiche insolitamente alti o che l'elevato consumo del fungo anche da parte di persone con problemi renali abbia provocato il superamento della soglia tossica di qualche componente che in condizioni meteo-ambientali normali non sarebbe mai stata oltrepassata.

### Le indagini chimico-tossicologiche
Per chiarire la relazione tra l'ingestione del fungo e i casi di encefalopatia acuta e, in particolare, per identificare i potenziali agenti causali delle intossicazioni sono state avviate specifiche ricerche chimiche [21] su campioni di fungo raccolti in diverse prefetture del Giappone dalle autorità locali con il coordinamento del Japan Poison Information Centre, su richiesta del Ministry of Health, Labour and Welfare (MHLW). I risultati di queste ricerche sono di seguito riportati in ordine cronologico e in maniera succinta.
- Presenza di sostanza/e tossica/tossiche aspecifica/che nell'estratto acquoso: è stato somministrato[22] per via orale e per 21 giorni a topi C57BL/6N e C57BL/6J un estratto del fungo, ottenuto dopo infusione per 30 minuti in acqua riscaldata a 90 °C, pari a 5 g/Kg/giorno senza rilevare alcun effetto tossico. Quando, invece, l'estratto pari a 1g/Kg è stato somministrato in un'unica dose intraperitoneo si è riscontrata anemia, shock e morte nelle 24 ore in entrambe le linee animali. L'estratto del fungo ottenuto, invece, dopo infusione per 30 min in acqua a 100 °C non ha causato nessaun effetto tossico nei topi con entrambe le modalità di somministrazione.
- Presenza di agonisti o antagonisti della vitamina D: campioni del fungo sono stati sottoposti ad analisi[23] mediante cromatografia liquida ad Ultra Performance accoppiata alla spettrometria di massa a tempo di volo (UPLC-ToF MS). I picchi ottenuti sono stati analizzati con l'analisi multivariata e i dati sono stati utilizzati per classificare le aree di provenienza del fungo come “probabilmente sicure” o ”probabilmente tossiche” in base alla correlazione con la segnalazione di casi di encefalopatia. Grazie a specifiche analisi di laboratorio, consultando la Kyoto Encyclopedia of Gene and Genomes e ricorrendo alla metabolomica, è stato possibile identificare tutti quei composti del fungo che presentavano grandi differenze nei gruppi “probabilmente sicuro o probabilmente tossico” a confronto. Sono stati così individuati 9 metaboliti potenzialmente in grado di causare l'attività tossica del fungo. Sei di essi sono stati identificati come analoghi della vitamina D, presenti in quantità dell'ordine dei milligrammi in 10 grammi di fungo liofilizzato esaminato. Non essendo stati chiariti gli effetti farmacologici di questi analoghi, si è ipotizzato che essi potessero funzionare sia come agonisti della vit D sia come antagonisti della stessa. I composti agonisti della vit D possono, come è noto, causare nei pazienti con insufficienza renale ipercalcemia e/o iperammoniemia e/o tossicità da vit D. In effetti, questo effetto sembrava presente nei pazienti giapponesi in quanto il trattamento con corticosteroidi produceva miglioramenti. Inoltre, gli stessi disturbi della coscienza rilevati negli intossicati del 2004 erano sovrapponibili a quelli riscontrati in soggetti che avevano sperimentata l'ipercalcemia da sovradosaggio di vit D. Gli antagonisti della vit D, invece, come è noto, provocano un'acuta ipocalcemia; in effetti, un certo numero di pazienti ha manifestato tetania o mioclonie.
- Presenza degli ioni cianuro e tiocianato: sono stati esaminati[24] mediante un metodo basato sulla cromatografia liquida con rilevazione a fluorescenza specificatamente messo a punto i contenuti di cianuro e tiocianato in campioni del fungo. I risultati ottenuti hanno dimostrato per la prima volta la presenza di tali sostanze nel fungo, a concentrazione compresa rispettivamente da NR(non rilevato) a 114.0 µg/g e NR a 17.0 µg/g di prodotto disidratato e, quindi, la possibilità di un'esposizione dei consumatori a queste sostanze con l'ingestione del fungo. Si tratta di concentrazioni non particolarmente elevate, ben lontane dai valori responsabili di una tossicità acuta. Tuttavia, poiché recenti dati di letteratura riportano 1)l'accumulo di tali sostanze nei soggetti fumatori emodializzati, 2)l'aumentato rischio di infarto cerebrale nei soggetti con aumentata concentrazione serica di tiocianato, 3) la capacità del cianuro di indurre encefalopatia, modifiche istologiche nel sistema nervoso centrale del ratto e danni cerebrali, in particolare ai gangli basali, gli Autori dello studio hanno ipotizzato che l'ingestione di alimenti contenenti cianuro possa causare un accumulo di cianuro e tiocianato nel sangue dei pazienti emodializzati e possa essere causa dell'inizio dell'encefalopatia.
- Presenza di acido 3-nitropropionico: la somiglianza del quadro neurologico degli intossicati da P. porrigens con un'encefalopatia da consumo di canna da zucchero ammuffita verificatasi in passato in Cina, ha suggerito l'ipotesi[25] di verificare se anche nel caso giapponese potesse essere implicato l'acido 2-nitropropionico. Tutte le analisi di campioni, prelevati dai pazienti e dal fungo, effettuate per la ricerca dell'acido hanno dato esito negativo.
- Presenza di acido N-glicolilneuramminico: uno studio[26] effettuato sull'estratto, ottenuto dopo trattamento con acqua calda, del fungo raccolto negli anni 2004 e 2007 è stato confrontato con quello dei funghi raccolti negli anni 2005 e 2006 per individuare e comparare i componenti oligosaccaridici. I risultati ottenuti hanno confermato l'elevata presenza di due acidi sialici, l'acido N-acetilneuramminico nei campioni di funghi raccolti in tutte le annate e l'acido N-glicolilneuramminico(NeuGe) in quantità significativa solo nei campioni di fungo raccolti nelle annate 2004 e 2007.  Questi due acidi sono assai diffusi nei tessuti di mammiferi ma NeuGe non si trova nei tessuti di soggetti della specie umana sani. Gli Autori della ricerca hanno, pertanto, ipotizzato che l'encefalopatia acuta possa essere stata causata dal consumo del fungo contenente tale zucchero da parte di un consumatore in dialisi per insufficienza renale
- Presenza di un acido grasso chetonico coniugato: l'estratto metanolico del fungo sottoposto a vari processi di purificazione e caratterizzazione chimica[27] ha permesso di isolare ed identificare per la prima volta un acido grasso, il 14-idrossi-9oxo-ottadeca-10,12dienoico, denominato acido porrigenico, dotato di attività citotossica quando saggiato su linee cellulari umane.
- Presenza di lectina: è stato riportato l'isolamento, la purificazione e la caratterizzazione di una rara lectina[28], denominata P.porrigens lectin (PPL), che presenta la capacità di legare specificatamente il galattosio e che causa una notevole emoagglutinazione degli eritrociti umani trattati con pronase. Questa lectina è risultata mortalmente tossica per i ratti da esperimento; tuttavia, l'esame autoptico degli animali non ha evidenziato nessun danno alle strutture del cervello. Si è, comunque, ritenuto che questa particolare lectina potesse in qualche modo essere coinvolta nell'intossicazione anche se in nessuno studio effettuato in USA o in Europa con questo tipo di lectine è mai stata riscontrata un'intossicazione mortale.
- Presenza di amminoacidi citotossici:sono stati esaminati campioni di fungo, prelevati nel 2004, per isolare possibili composti dotati di tossicità su cellule gliali del cervello murino[29] . I risultati hanno evidenziato la presenza di 3 nuovi derivati amminoacidici e 3 già noti; si è potuto osservare che 4 di essi alla concentrazione di 10 µg/mL mostravano un effetto tossico sulla linea cellulare utilizzata per il saggio.
- Presenza di un amminoacido instabile tossico: partendo dalla rilevata tossicità dell'estratto del fungo sulle cellule gliali del topo [29] e dall'isolamento e caratterizzazione di 6 composti, si è osservato che tutti tranne uno presentavano un nucleo β-idrossivalinico [30,31] . Questo fatto ha suggerito agli AA della ricerca l'esistenza di un precursore comune nella biogenesi di questi composti, un acido aziridin carbossilico, non individuato nella ricerca del 2010 in quanto, come poi è stato dimostrato, andava incontro ad una profonda decomposizione per effetto dei procedimenti di estrazione utilizzati. Questo composto è stato sintetizzato, unitamente al suo estere metilico, e grazie ad un nuovo procedimento estrattivo che lo preservava dalla decomposizione è stato possibile confermarne per la prima volta la presenza nel fungo. A questo composto è stato dato il nome di pleurocybellaziridina(PA); esso presenta una struttura ad anello di forma triangolare con un gruppo amminico NH all'apice e due atomi di carbonio alla base: ad uno di essi sono legati due gruppi metilici, all'altro, invece, sono legati un atomo di idrogeno e un gruppo carbossilico. Il contenuto di pleurocybellaziridina nell'estratto metanolico ottenuto a partire da 4 grammi di fungo liofilizzato è risultato straordinariamente elevato (23 mg). Utilizzando il saggio di proliferazione cellulare mediante MTT (3-(4,5-dimetiltiazol-2-il)-2,5-difeniltetrazolio bromuro), un metodo utilizzato per la determinazione del tasso di crescita delle cellule, è stata valutata la tossicità della pleurocybellaziridina su cellule di oligodendrociti CG4-16 di ratto. I risultati ottenuti hanno evidenziato uno scarso effetto alla concentrazione di 3 µg/mL mentre quando sono state utilizzate le concentrazioni 10 µg/mL e 30 µg/mL, queste provocavano rispettivamente una riduzione della vitalità cellulare del 60 e > 95%. Gli autori della ricerca, sulla base di questi risultati, hanno ritenuto di aver provato il coinvolgimento di questo composto, presente nel fungo, nell'encefalopatia. Infatti, le indagini sul cervello dei pazienti deceduti ha rivelato una marcata demielinizzazione; si ricorda che gli oligodendrociti compongono la guaina mielinica del cervello

Considerazioni conclusive. Premesso che nessuno dei composti ritenuti il possibile agente dell'intossicazione è stato in grado di provocare l'encefalopatia negli animali da esperimento,  alcuni studiosi ritengono opportuno che i risultati ottenuti con le linee cellulari, in particolare quelli con la pleurocybellaziridina, vengano sostanziati con test sui primati riproducendo il quadro dell'encefalopatia acuta nel cervello degli animali. Gli stessi studiosi ritengono, altresì, opportuno verificare se il/i più verosimili composti tossici, siano presenti anche nel fungo raccolto in altri Paesi. Del tutto recentemente, alcuni ricercatori[32] hanno suggerito che la demielinizzazione osservata in alcuni pazienti possa essere stata causata da un'azione concertata tra due componenti ad alto peso molecolare, la glicoproteina B3 e la lectina PPL del fungo e il componente a basso peso molecolare pleurocybellaziridina. In conclusione, malgrado gli intensi sforzi fino ad oggi fatti per identificare i possibili fattori causali, il vero meccanismo dell'encefalopatia acuta segnalato,al momento, solo in Giappone rimane ancora da chiarire. In ogni caso, le autorità sanitarie di 2 Paesi, il giapponese MHLW[33] e la francese ANSES[34]  hanno rispettivamente allertato la popolazione, in particolare i soggetti con insufficienza renale, diffidandola dal consumare il fungo e vietato a scopo precauzionale la commercializzazione.

### Nuove ricerche: il possibile meccanismo molecolare dell’encefalopatia
Dopo lo scioglimento da parte del Ministero della Salute, del Lavoro e del Welfare giapponese (2006) del team di istituti di ricerca del Paese chiamati a chiarire le cause dell’encefalopatia acuta, alcuni di essi hanno proseguito le indagini inizialmente caratterizzando la genetica del fungo e identificando alcuni possibili agenti causali (la PPL, mortalmente letale per i topini senza però causare danni alle strutture del cervello, e la PA, capace di sopprimere la vitalità cellulare degli oligodendrociti in coltura). Più recentemente [35] hanno pubblicato nuovi dati, di seguito brevemente descritti, dai quali emerge una spiegazione sulle cause della encefalopatia acuta causata dal consumo di P. porrigens in Giappone.
- Isolamento e purificazione di una nuova glicoproteina: è stata isolata dal corpo fruttifero del fungo una sostanza tossica per i topini che alla successiva purificazione ed identificazione è risultata essere una glicoproteina, stabile al calore con una massa molecolare di circa 10kD, denominata pleurocibellina(PC); l’analisi istologica del cervello dei topi però non ha mostrato, dopo somministrazione della sostanza, alcuna modifica.
- Attività proteasica: è stato dimostrato che PPL e PC in associazione hanno un'attività eso-proteasica in grado di degradare substrati proteici con N o C terminali senza alcuna specificità amminoacidica. Inoltre, è stato confermato che PPL e PC associati hanno un'attività letale contro i topi ma nessuna capacità di causare danni ai tessuti cerebrali.
- Coinvolgimento di PA, PPL e PC nell’encefalopatia acuta: meccanismo d’azione: tenuto conto che la barriera ematoencefalica costituisce un forte ostacolo al passaggio di sostanze e agenti dannosi per il cervello, è stato ipotizzato e dimostrato, con l'analisi istologica mediante immunocolorazione, che la miscela di PPL/PC e PA, somministrata intraperitoneo a topini da esperimento, provoca un aumento significativo del numero di cellule apoptotiche nell’ippocampo; si ritiene che PPL e PC danneggino la barriera ematoencefalica consentendo a PA di attaccare il cervello e causare l’encefalopatia.

Considerazioni: lo studio ha dimostrato l'esistenza nel fungo di un complesso di molecole capaci di danneggiare strutture del cervello. Tuttavia, non ha tenuto conto: da una parte, il fatto che nessun soggetto sano sia stato intossicato dal consumo del fungo ,presumibilmente in quantità e frequenza pari a quella dei soggetti affetti da problemi renali che hanno manifestato l'encefalopatia; dall'altra, il fatto che nei soggetti nefropatici le loro particolari condizione possano aver influenzato l'azione di una sostanza / complesso tossico o una mancata detossificazione degli stessi. Appare, allora, ancora valido il suggerimento a suo tempo formulato da esperti circa l'opportunità di utilizzare primati per la sperimentazione in modo da meglio chiarire le cause dell'intossicazione.

### Il contributo della biologia molecolare all'identificazione delle sostanze tossiche
Quando in Giappone si è trattato di raccogliere tutti gli elementi utili a chiarire la relazione tra le intossicazioni e il consumo del fungo, fu subito evidente che si disponeva di pochi dati sulle caratteristiche fisiologiche e genetiche del fungo; soprattutto, non c'erano dati sulla struttura della popolazione naturale di quel Paese che avrebbero potuto aiutare a comprendere la biologia e l'ecologia del fungo.
Il ricorso ai metodi molecolari è considerato oggigiorno uno strumento diagnostico altamente raccomandabile; in particolare, lo studio delle regioni spaziatrici e, più precisamente, quello degli spaziatori trascritti interni (ITS=Internal transcribed spacer) e quello delle sequenze non codificanti (IGS= Intergenic spacer sequence) del DNA ribosomiale (rDNA) sono particolarmente utili per valutare le variazioni genetiche a livello intragenico in una specie. L'allineamento e la comparazione delle sequenze ITS sono, infatti, molto usate in tassonomia non solo perché sono facili da amplificare ma perché hanno un elevato tasso di mutazione, assai utile ai fini della speciazione. Per opportuna informazione, il ricorso all'analisi di queste sequenze è considerato di grande utilità nell'esame di campioni difficili da identificare (come ad esempio alcuni residui di fungo nel vomito di un intossicato) sulla base delle sole caratteristiche morfologiche[36].
- Variabilità della popolazione fungina:  è stata esaminata la relazione genetica della popolazione di P. porrigens raccolta in varie regioni del Giappone, utilizzando le sequenze nucleotidiche dell'ITS [37] . A questo scopo sono stati esaminati 28 campioni del fungo raccolti su differenti tipi di essenze arboree, 7 dei quali nel periodo settembre-dicembre 2004 mentre i rimanenti provenivano dalle collezioni relative alle annate 1976-2003. I risultati ottenuti hanno dimostrato che la P. porrigens che cresce in Giappone è composta da due gruppi geneticamente distinti.
- Costruzione di un database del genoma del fungo: dopo aver sequenziato il genoma e il trascriptoma del fungo con le next-generation sequencing techniques9[38,39] si è proceduto alla costituzione di un database contenente i dati omici per portare alla luce i geni coinvolti nelle intossicazioni e fornire la/le chiavi per comprenderne il meccanismo.

## Tassonomia

### Sinonimi
In ordine alfabetico:
- Agaricus porrigens Pers., Observ. mycol. (Lipsiae) 1: 54 (1796)
- Agaricus porrigens var. dimidiatus Alb. & Schwein., Consp. fung. (Leipzig): 230 (1805)
- Agaricus porrigens var. infundibuliformis Alb. & Schwein., Consp. fung. (Leipzig): 230 (1805)
- Agaricus porrigens Pers., Observ. mycol. (Lipsiae) 1: 54 (1796) var. porrigens
- Calathinus porrigens (Pers.) Quél., Enchir. fung. (Paris): 46 (1886)
- Dendrosarcus porrigens (Pers.) Kuntze, Revis. gen. pl. (Leipzig) 3(2): 464 (1898)
- Nothopanus porrigens (Pers.) Singer, Beih. Sydowia 7: 19 (1973)
- Phyllotus porrigens (Pers.) P. Karst., Bidr. Känn. Finl. Nat. Folk 32: 92 (1879)
- Pleurotellus porrigens (Pers.) Kühner & Romagn., Fl. Analyt. Champ. Supér. (Paris): 74 (1953)
- Pleurotus albolanatus Peck, in Kauffman, Publications Mich. geol. biol. Surv., Biol. Ser. 5 26: 672 (1918)
- Pleurotus porrigens (Pers.) P. Kumm., Führ. Pilzk. (Zerbst): 104 (1871)

## Usi

### Proprietà funzionali diP. porrigens
Da tempo immemorabile, in varie parti del mondo i funghi sono consumati non solo per il supposto valore nutrizionale ma anche per l'ampia gamma di metaboliti bioattivi che essi contengono; ad essi si riconoscono proprietà funzionali e/o terapeutiche varie, comprendenti effetti antinfiammatori, antiossidanti, antilipidemici, epatoprotettivi, antitumorali, immunomodulanti tanto da farne componenti base dell'armamentario terapeutico della medicina tradizionale. Proprio questi attributi funzionali (o nutraceutici) hanno fatto sì che molte specie di funghi epigei fossero oggetto di approfonditi studi. Tra le specie finora studiate per le proprietà antiossidanti c'è anche la P. porrigens di cui è stata valutata l'effettiva attività protettiva contro gli stress ossidativi indotti dagli intermedi reattivi prodotti da varie sostanze chimiche e farmaceutiche.
- Contrasto all'attività nefrotossica indotta da farmaci. Un estratto del fungo, essiccato in stufa, ottenuto dopo trattamento con solventi organici, purificazione e concentrazione, è stato somministrato intraperitoneo a 2 gruppi di 10 topi NMRI alla concentrazione di 200 e 400 mg/kg/d per 10 gg[40] ; i topini in precedenza erano stati trattati con gentamicina (100 mg/kg/d, i.p.) per 8 gg. I risultati ottenuto dimostrano che l'estratto metabolico della P. porrigens ha un'azione nefroprotettiva nei topini albini maschi e, pertanto, è stato ipotizzato che possa essere un buon bioagente per il trattamento dei danni renali acuti causati da neurotossine.
- Scavenger dei radicali liberi e fonte di sostanze antiossidanti: gli estratti del fungo con solventi organici contengono elevate quantità di composti fenolici e flavonoidi. I risultati della valutazione dell'attività antiossidante utilizzando il saggio con 2,2-difenil-1-picrilidrazile (DPPH) indicano che questo fungo può essere un'ottima fonte di sostante antiossidanti nella dieta[41].